# Carlos Pinilla Turiño
Carlos Pinilla Turiño (Cerecinos del Carrizal, 28 de diciembre de 1911-Madrid, 21 de enero de 1991) fue un abogado del Estado y político español. Militante falangista camisa vieja, durante la dictadura franquista desempeñó cargos públicos relevantes como los de gobernador civil de varias provincias, director general de Administración local y subsecretario de trabajo. Promotor de la Unión del Pueblo Español, se integró durante la Transición en Alianza Popular, formación por la cual fue elegido senador, cargo que ejerció entre 1979 y 1989.

## Biografía

### Inicios y primeros años
Nacido el 28 de diciembre de 1911 en la localidad zamorana de Cerecinos del Carrizal, se licenció en derecho y aprobó las oposiciones a abogado del estado. Miembro del círculo de amistades de José Antonio Girón de Velasco, se afilió a Falange y participaría en la fundación del partido en la provincia de Gerona.
Tras el estallido de la Guerra civil se unió a las Fuerzas sublevadas, combatiendo con la 10.ª Bandera de Falange. Durante la contienda ejerció como delegado provincial de Prensa y Propaganda en Zamora. Buen amigo de Ramón Serrano Suñer —ministro de la gobernación—, en 1938 sería nombrado gobernador civil —y jefe provincial de FET y de las JONS— en Zamora. En abril de 1940 fue nombrado gobernador civil de León, a donde llegó acompañado por una cohorte de falangistas zamoranos que actuaron como su «guardia personal». Tras su llegada situó a su secretario personal —el periodista Adolfo Duque— como director del diario falangista Proa, lo que supuso la caída en desgracia del anterior director Carlos Álvarez Cadórniga. Durante su etapa como gobernador se recrudecieron en la provincia las depuraciones profesionales de funcionarios y cargos públicos.

### Dictadura franquista
Considerado un falangista «Camisa vieja», en una ocasión llegó señalar que la Falange «es sencillamente fuego y el fuego no se quema, quema». Llegó a ser miembro de la Milicia Nacional de FET y de las JONS. En 1941, en el contexto de la Segunda Guerra Mundial, se enroló a la División Azul y llegó a combatir en el Frente oriental, de donde regresaría al año siguiente.
En 1942 fue nombrado director general de Administración local, cargo que ejerció hasta 1945. Estrecho colaborador de José Antonio Girón de Velasco —para entonces ministro de Trabajo—, ese año fue nombrado subsecretario de Trabajo y pasó a trabajar a las órdenes de este. Es considerado uno de los artífices del sistema de Universidades laborales, unos centros de enseñanza de nuevo cuño organizados bajo la égida del Ministerio de Trabajo y que estaban enfocados a hijos de trabajadores. En Zamora creó la Fundación Escuelas Profesionales «José Antonio Girón», una escuela privada de carácter benéfico que posteriormente (en 1959) se reconvertiría en la Universidad Laboral de Zamora. También fue uno de los impulsores de la Universidad Laboral de Gijón, que tenía su base en el antiguo Orfelinato minero de Gijón. En 1953 fue uno de los dirigentes franquistas que asistió al I Congreso Nacional de FET y de las JONS, donde llegó a declarar:

Nosotros los nacionalsindicalistas creemos que en política hay verdades permanentes y que la Falange está en excluyente posesión de esas verdades; los demás ni siquiera poseen parcialmente esa verdad (...) El Sindicato, en definitiva, ha de ser instrumento de la política y de él se ha de servir el Partido para emprender la tarea de nacionalizar las masas proletarias y transformar su mentalidad.

Tras su cese en 1951 ocupó otros cargos, como inspector nacional de la «Vieja guardia» de Falange, o presidente del Instituto Nacional de Previsión. Miembro del Consejo Nacional del Movimiento, también fue procurador en las Cortes franquistas.
Muy relacionado con los círculos de excombatientes franquistas, llegó a presidir la Junta Nacional de Hermandades de exmiembros de la División Azul. Siendo presidente de la Hermandad de ex-divisionarios de Madrid, en 1956 se mostró crítico con la exhibición de la película Embajadores en el infierno —basada en la novela homónima, que narra las vivencias de los divisionarios capturados por los soviéticos—. En 1974, cuando se constituyó la Confederación Nacional de Excombatientes —bajo la presidencia de Girón de Velasco—, Pinilla fue elegido vocal de la nueva organización. Fue uno de los promotores, además de miembro de la junta directiva, de la Unión del Pueblo Español (UDPE).

### Últimos años
Tras la muerte de Franco y el desmontaje de la dictadura continuó con su carrera política. Se integró en Alianza Popular (AP), siendo elegido senador por Zamora en los comicios de 1979, 1982 y 1986. Alcanzó cierta notoriedad durante la discusión parlamentaria del Estatuto de Autonomía del País Vasco, llegando a descalificar el uso del término «naciondalides» para referirse a las regiones. De hecho, Carlos Pinilla sería uno de los senadores que votó en contra del llamado Estatuto de Guernica.
Falleció en Madrid en 1991.

## Vida privada
Fue miembro de la junta directiva del club de fútbol Atlético de Madrid, siendo inspector general del mismo.
Durante los años del franquismo sería nombrado hijo predilecto de Zamora.